# La Grande Meute (film)
Pour les articles homonymes, voir La Grande Meute.
Pour plus de détails, voir Fiche technique et Distribution.
La Grande Meute est un film français réalisé par Jean de Limur et sorti en 1945.
C'est son dernier film en tant que réalisateur.

## Synopsis
Côme de Lambrefaut hérite du château familial à la mort de son père, mais le notaire lui apprend que tous ses biens sont hypothéqués. Il tient cependant à conserver la meute de cent-dix chiens de chasse qui font sa fierté. En septembre 1939, le château est détruit lors d'un bombardement, et les chiens s'échappent de leur enclos.

## Fiche technique
- Titre : La Grande Meute
- Réalisation : Jean de Limur
- Scénario et dialogues : André Legrand, d'après le roman de Paul Vialar[1]
- Photographie : Charles Suin
- Montage : Henri Taverna
- Musique : René Cloërec
- Production :  Pathé Consortium Cinéma, Industrie Cinématographique
- Pays :  France
- Format : Noir et blanc - Son mono - 1,37:1
- Genre : Drame
- Durée : 105 minutes
- Date de sortie : France - 18 juillet 1945

## Distribution
- Jean Brochard : Maître Marvault
- Aimé Clariond : Martin du Bocage
- Suzanne Dantès : la marquise de Badoul
- Jean Dasté : l'huissier
- Guy Decomble : Me Frouas
- Jacques Dumesnil : Côme de Lambrefaut
- Camille Guérini : La Ramée
- Julienne Paroli : Sylvie
- Jacqueline Porel : Agnès de Charançay
- Maurice Schutz : Patrice de Lambrefaut
- Paul Villé : le curé
- Paulette Élambert : Laurette
- Paul Barge
- Ketty Kerviel
- Frédéric Mariotti
- Moriss